# Baritongitaar

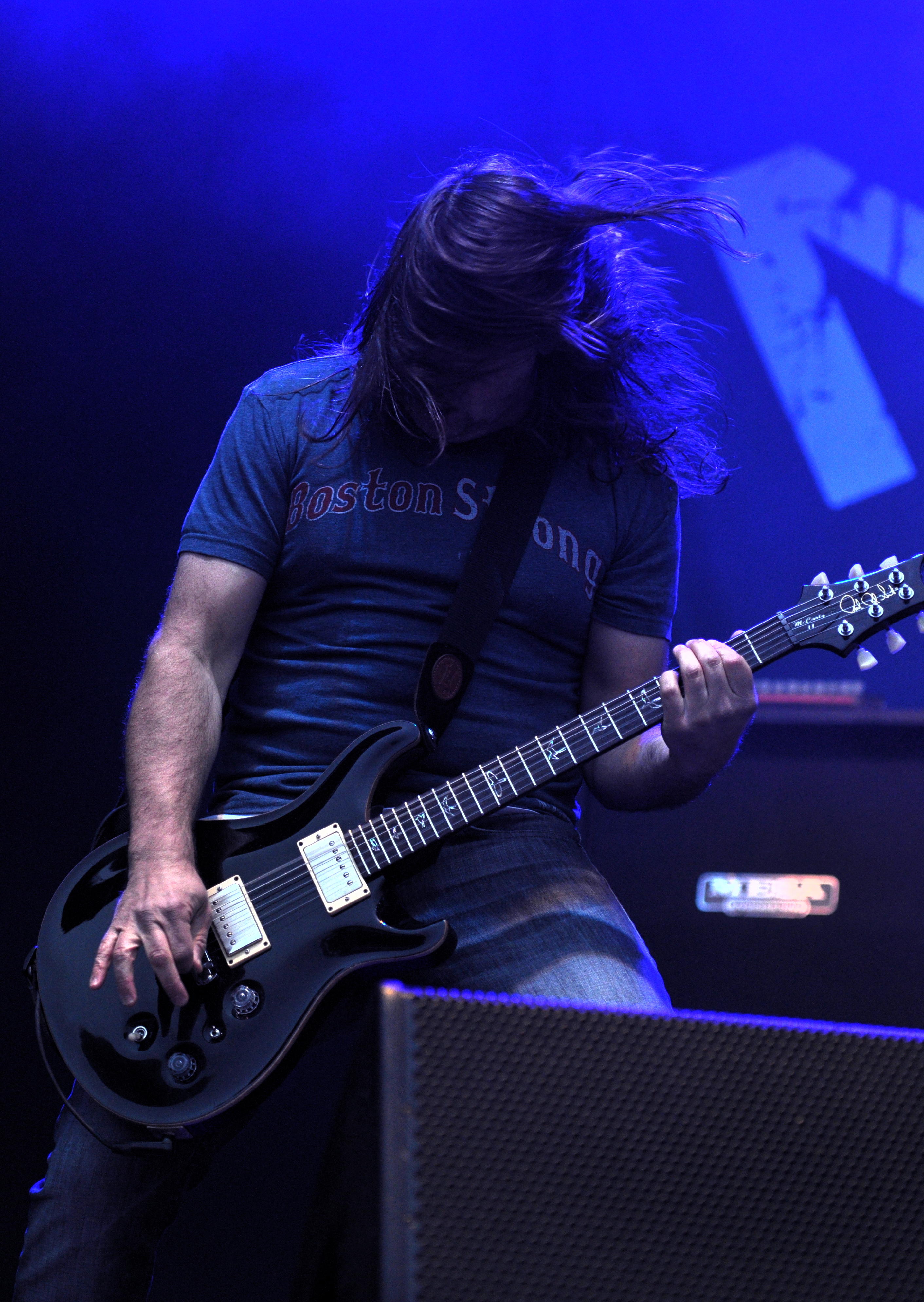
Mike Mushok, gitarist van Staind (op de foto als lid van Newsted) met een Paul Reed Smith baritongitaar

Een baritongitaar is een elektrische gitaar met een verlengde mensuur die vanwege een grotere body en stevigere, zwaardere snaren lager gestemd is dan een elektrische gitaar. De baritongitaar heeft gewoonlijk zes snaren en de stemming is doorgaans B-E-A-D-F#-B: meestal een kwart lager gestemd dan de reguliere gitaarstemming E-A-D-G-B-E. Ook de term baritonegitaar wordt wel voor dit type instrument gebezigd. Sinds de jaren zestig hebben Gretsch, Fender, Gibson, Ibanez, en vele andere bedrijven elektrische baritongitaren geproduceerd. Er bestaan ook akoestische modellen, geproduceerd door onder anderen Taylor en Alvarez Guitars.
In de jaren zestig bracht Fender de Fender Bass VI op de markt, een 6-snarige basgitaar met een verkorte mensuur van 30 inch. Doordat de mensuur kort was flubberden de bassnaren in de standaardstemming (E-A-D-G-B-E). Veel eigenaren van dit instrument gebruikten om die reden een verhoogde stemming met iets dunnere snaren. Danelectro kwam in dezelfde periode met een baritongitaar. Sinds de jaren 90 heeft Fender overigens ook verschillende baritongitaren op de markt gehad die specifiek voor deze stemming ontworpen waren. De meeste baritongitaren hebben een mensuur van ongeveer 28 inch.
De baritongitaar is een concurrent van de 7-snarige gitaar die een normale gitaarmensuur heeft, maar met een extra lage B-snaar.
In het Nu metal-genre gebruikt onder andere de Amerikaanse band Staind de baritongitaar.